# Elvis Kafoteka
Elvis Kafoteka (ur. 17 stycznia 1978 w Lilongwe) – malawijski piłkarz występujący na pozycji obrońcy.

## Gole w reprezentacji
| Data             | Miejsce                        | Przeciwnik | Wynik | Gol na | Rozgrywki                  |
| ---------------- | ------------------------------ | ---------- | ----- | ------ | -------------------------- |
| 31 maja 2008     | Kamuzu Stadium, Blantyre       | Dżibuti    | 8-1   | 1-0    | Eliminacje MŚ 2010         |
| 11 stycznia 2010 | Estádio 11 de Novembro, Luanda | Algieria   | 3-0   | 2-0    | Puchar Narodów Afryki 2010 |